# Biserica de lemn din Chirițeni

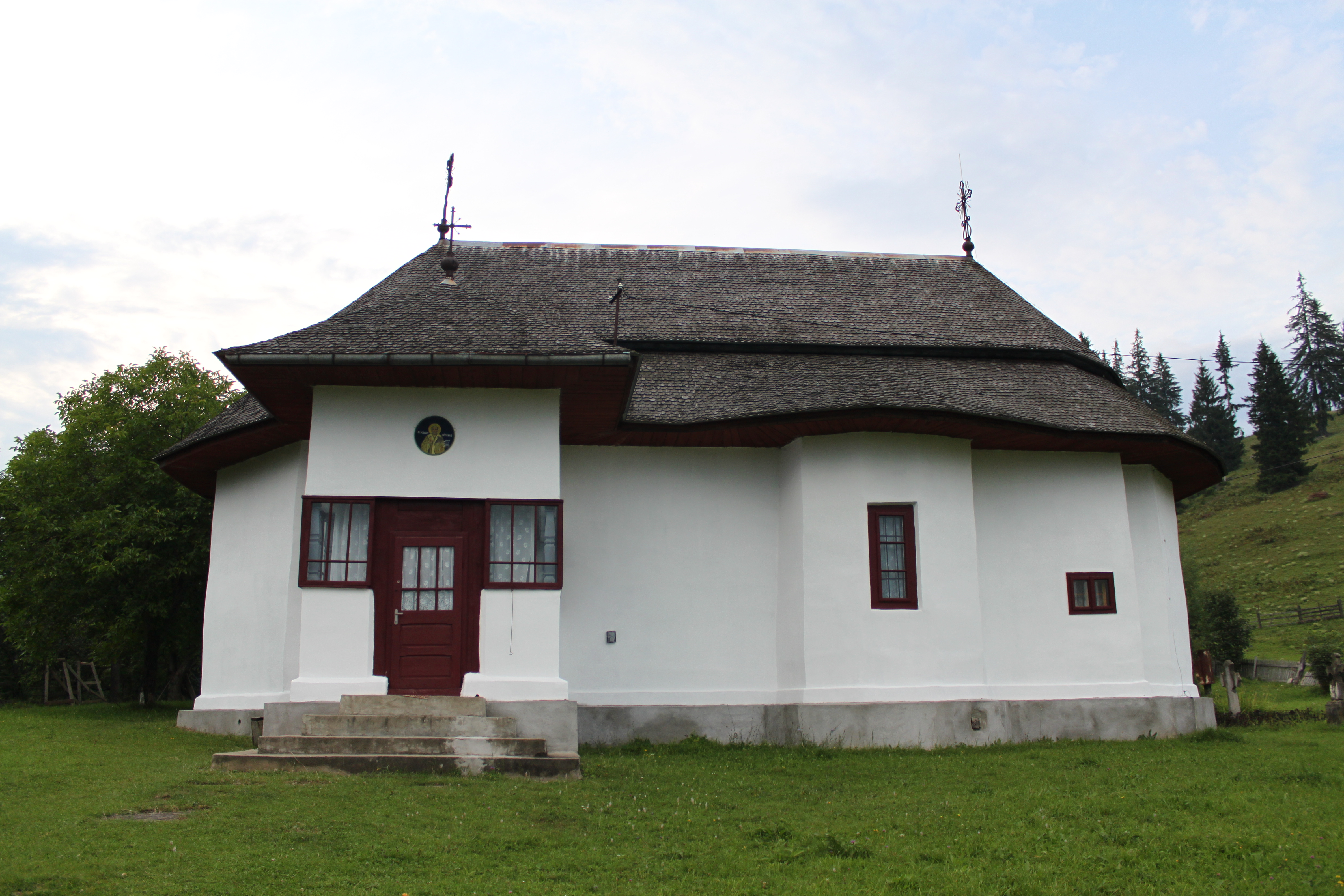
Biserica de lemn din Chiriţeni, judeţul Neamţ

Biserica de lemn din Chirițeni, comuna Hangu, județul Neamț.